# Shanweiniao
Shanweiniao (zho: "Ave con cola en forma de abanico") es un género de ave enantiornite que vivió durante el Cretácico Inferior, hace 122 millones de años, durante el Aptiano en China. Sólo se conoce una única especie, Shanweiniao cooperorum. Sólo un  único fósil ha sido descubierto, una losa y una contralosa. El fósil está en la colección del Museo de Historia Natural de Dalian, y tienen los números de acceso DNHM D1878/1 y DNHM1878/2. Fue recolectado de la Cama Dawangzhngzi data del Cretácico Inferior, en la Formación Yixian, de Lingyan en la Provincia de Liaoning, China.
O'Connor et al (2010) descubrieron que Shanweiniao estaba estrechamente relacionado con Longipteryx, Longirostravis,  y Rapaxavis, que juntos forman un clado de enantiornites de pico largo.
Los autores informaron que Shanweiniao era el único enantiornite conocido con una superficie en la cola capaz de generar sustentación, como en las aves modernas. Sólo el ave Yixianornis grabaui, una ornithurae basal, compartía esta característica.
El nombre de la especie, cooperorum, es en pos de Carl y Lynn Cooper quienes donaron fondos para  apoyar el estudio de las aves mesozoicas en China.